# Diego de Almagro (ort)
Diego de Almagro är en ort i Chile.   Den ligger i provinsen Provincia de Chañaral och regionen Región de Atacama, i den norra delen av landet, 800 km norr om huvudstaden Santiago de Chile. Diego de Almagro ligger 1 020 meter över havet och antalet invånare är 18 137.
Terrängen runt Diego de Almagro är kuperad åt sydväst, men åt nordost är den platt. Det finns inga andra samhällen i närheten. 
Trakten runt Diego de Almagro är ofruktbar med lite eller ingen växtlighet. Trakten runt Diego de Almagro är nära nog obefolkad, med mindre än två invånare per kvadratkilometer.